# Lopholejeunea
Lopholejeunea là một chi rêu trong họ Lejeuneaceae.